# 우리는 그곳에 있었다
"우리는 그곳에 있었다"(WE WERE THERE)는 한국에서 제작된 박준기 감독의 2012년 다큐멘터리 영화이다. 유학재 등이 주연으로 출연하였다.

## 출연

### 주연
- 유학재
- 조성대
- 김동관
- 방정호
- 황기룡

## 기타
- 프로듀서: 리주영
- 프로듀서: 곽동현
- 녹음: 비바체
- 믹싱: 송수덕
- 미술: 박주원
- 광고디자인: 안대호
- 삽화: 박주원
- 총괄: 이재식
- 배급책임: 김은주
- 마케팅부문: 김민지
- 마케팅부문: 박유민
- 마케팅부문: 정혜진
- 배급회계: 김미선
- 마케팅부문: 윤승현
- 마케팅부문: 박선희
- 마케팅부문: 허윤정
- 마케팅부문: 박지영
- 촬영지원: 변준영
- 촬영지원: 이충호
- 촬영지원: 최승호
- 촬영지원: 유순준
- 촬영지원: 김석환
- 촬영지원: 이상준
- 현지진행: 조선우
- 현지진행: 김병태
- 번역: 조선우
- 진행: 손범서